# Hutton (cràter marcià)

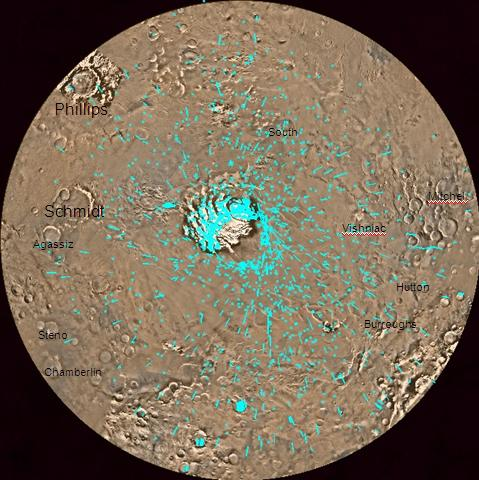
Mare Australe (Hutton a la dreta de la imatge)

Hutton és un cràter situat al quadrangle Mare Australe de Mart, en les coordenades 71,8° de latitud sud i 255,4° de longitud oest. Té uns 99 km en diàmetre i va ser anomenat en honor de James Hutton, un geòleg britànic (1726-1797).
Moltes àrees de Mart mostren marques amb certs patrons geomètrics. De vegades el terreny adopta formes poligonals. En altres llocs, la superfície presenta cadenes de monticles baixos. Aquests patrons també són comuns en alguns climes freds de la Terra, quan el sòl contenint aigua es congela amb freqüència. Aquests patrons són visibles en les imatges d'alta resolució del Cràter Hutton.